# Happiness Is Cologne
Happiness Is Cologne è l'undicesimo album dal vivo del gruppo musicale britannico Marillion, pubblicato il 17 marzo 2009 dalla Racket Records.

## Descrizione
Contiene l'intero concerto tenuto dal gruppo in Germania durante la tournée di supporto al quindicesimo album Happiness Is the Road. Tale registrazione è stata scelta dal gruppo in quanto rappresenta «un documento fantastico per quello che si è rivelato un tour di grande successo».
Il 6 luglio 2018 la earMUSIC ha ripubblicato l'album in edizione limitata e numerata a 5 000 copie.

## Tracce
CD 1
1. Dreamy Street – 2:02
2. This Train Is My Life – 5:02
3. Nothing Fills the Hole – 3:21
4. Woke Up – 4:25
5. The Other Half – 4:52
6. Essence – 6:23
7. Fantastic Place – 7:01
8. The Man from Planet Marzipan – 8:54
9. Out of This World – 7:37
10. Mad – 5:10
11. The Great Escape – 6:30

CD 2
1. Afraid of Sunlight – 7:33
2. Asylum Satellite #1 – 9:23
3. The Invisible Man – 13:27
4. Whatever Is Wrong with You – 4:15
5. Neverland – 10:15
6. Easter – 1:39
7. Three Minute Boy – 7:07
8. Happiness Is the Road – 11:48

## Formazione
Gruppo
- Steve Hogarth – voce
- Mark Kelly – tastiera
- Ian Mosley – batteria
- Steve Rothery – chitarra
- Pete Trewavas – basso, cori

Produzione
- BB – registrazione
- Roderick Brunton – assistenza alla registrazione
- Michael Hunter – missaggio